# 2008年のラジオ (日本)
2008年のラジオ (日本)では、2008年における日本のラジオ番組、その他ラジオ界の動向について記す。

## 主な出来事
- 1月2日 - 新春ドキュメンタリースペシャル『魂の46サンチ砲〜戦艦大和に想いを乗せた男たち〜』（文化放送）放送。
- 1月上旬 - NHKラジオ第2放送とNHK-FM放送、新潟放送と相次いで10分以上音声が途切れる放送事故を起こした。
- 1月18日 - 1月28日 - コミュニティ放送局の規定値出力を大幅に超える出力だったB-WAVE 79.1 FMが電波法施行以来初の運用停止処分。
- 1月29日 - ニッポン放送『倖田來未のオールナイトニッポン』冒頭部分で失言があり、同局は2月8日に謝罪（参照2008年の音楽）。
- 2月20日以降 - 宇多田ヒカルのシングルCD「HEART STATION/Stay Gold」と全国FMラジオ放送局53局がコラボレーションしたステッカー配布。
- 2月23日・24日 - ニッポン放送で40時間特別番組『俺たちのオールナイトニッポン40時間スペシャル』を放送。
- 2月25日 - 3月3日 - 民放ラジオ101社統一キャンペーン ラジオで逢いましょう[1] 開催。
- 3月23日 - FMケータイ普及の為に石垣島でのイベント「Meet the Music 2008!全国民放FM53局&KDDIpresent 桑田佳祐アコースティックライブ in 石垣島」を全国FMラジオ放送局53局同時生放送。
- 3月28日
  - 『NISSAN あ、安部礼司〜BEYOND THE AVERAGE』、劇団ひとり主演でフジテレビでテレビドラマ化。
  - 『ラジオ名人寄席』で、TBSラジオ収録の林家正蔵 (8代目)の「大仏餅」を2月10日に無断使用放送したことが判明、同番組は打ち切り。
- 3月30日
  - TBSラジオの『伊集院光 日曜日の秘密基地』、『伊集院光 日曜大将軍』時代と合わせて10年の歴史に幕。
  - NHKのラジオドラマ『日曜名作座」、50年の歴史に幕。
- 4月1日 - 在京民放ラジオ計9社[注 1]で、緊急地震速報の放送運用を開始[2]。
- 4月6日 - TBSラジオで 竹山隆範主演のラジオドラマ『被取締役新入社員』放送。
- 4月18日 - 『ラジかるッ』（日本テレビ）のニュースコーナー担当・DJ TERUが、文化放送のアメリカンディスクジョッキースタイルの2時間半特別番組「[DJ TERUのキャンディーズリクエストパレード!]」でラジオデビュー[3]。
- 4月21日 - ニッポン放送で3時間特別番組『ジェロが選ぶニッポンの歌』放送。
- 5月6日 - 文化放送報道スペシャル 「死刑執行」（平成20年度日本民間放送連盟賞ラジオ報道番組部門・最優秀番組受賞作品）放送
- 5月7日 - 株式会社エフエム九州が経営再建を断念、投資会社ネクスト・キャピタル・パートナーズが設立する新会社「CROSS FM」に放送事業を譲渡し、会社を清算することを発表。
- 5月12日 - RFラジオ日本の単発特別番組枠「ラジオ日本開局50周年スペシャル」で『全米TOP40』が復活。
- 6月13日 - 文化放送で特別番組『社長就任記念 DJ 島耕作の阿久悠リクエストパレード!』（DJ:井上和彦）放送。
- 7月1日 - 放送倫理・番組向上機構放送と人権等権利に関する委員会は、エフエム群馬が2007年12月12日に報じたニュースについて、当事者本人非取材は放送倫理違反との見解判断を下した。
- 7月2日 - 群馬県警は、2ちゃんねるで6月30日にエフエム群馬の男性ラジオパーソナリティの殺害予告を書き込んだ、足利市の男性会社員を脅迫容疑で逮捕。
- 7月5日 - HBCラジオ、STVラジオ、AIR-G'、FM NORTH WAVE民放4局合同番組『CHEER UP HOKKAIDO』（ナビゲーターは当時の各局の土曜日正午放送番組担当DJ。ナビゲーターは、HBCラジオ:赤城敏正、DON、佐々木佑花。STVラジオ:洞爺湖町から中継、石田久美子。AIR-G':水本香里。FM NORTH WAVE:ヒロ福地、ヨウコ）放送、高橋はるみ知事（当時）のインタビューも放送。
- 8月16日 - 仙台駅前EBeanSの「屋上復活祭」でTBCラジオサテライトスタジオ一日限定復活。
- 8月17日
  - 民放ラジオ101局同時に2008年北京オリンピックの陸上競技女子マラソンを萩本欽一のゲスト解説で生放送。
  - 岐阜放送ラジオ番組「夏だ!祭りだ!歌謡曲」中に緊急地震速報を3回に渡った誤報を放送。
- 8月30日 - 『TOYOTA Presents Meet the Music 2008!全国民放FM53局&KDDIpresent サザンオールスターズ30周年LIVE真夏の大感謝祭」8月24日分ダイジェストを全国FMラジオ放送局53局同時放送。
- 8月31日
  - 歌手の吉田拓郎が、ニッポン放送の特別番組『吉田拓郎 残暑お見舞い申し上げます』で復帰。
  - TOKYO FM LABO[4] の特別番組『夏だ!ラジオだ!バイノーラル祭り!』（8月3日収録）放送。
- 9月1日 - 9月5日
  - ニッポン放送でつなぎ番組『ティーンズコイバナ学園』（DJ:新保友映）放送。
  - 民放ラジオ101社キャンペーン[5] 第6回『地震への備え〜防災知識で身を守ろう〜』を、緊急地震速報開始記念イベントして放送。
- 9月27日
  - ニッポン放送の「お早うネットワーク」土曜版を終了（終了時点ではニッポン放送は『かけまくリクエスト』、系列局のほとんどは『アミューズメントワールド』）。
- 9月29日
  - TBSラジオ、「JUNK2」（9月26日終了）に代わり、新レーベル「JUNK ZERO」開始。
  - 地上デジタル音声放送実用化試験局で、AMラジオ在京大手3局が、TBSラジオデジタル、文化放送プラス、ニッポン放送 DIGITALの各チャンネルで、各自局AMラジオとのサイマル放送開始。
- 10月1日・2日 - J-WAVE開局20周年記念特別番組『VISIONARY WORLD』24時間生放送。
- 10月13日 - NHKラジオ第1放送で3部構成ラジオデー『いのちを考える〜伝えたい、この大切なもの〜』放送
- 10月31日・11月1日 - エフエムナックファイブ[6] 開局20周年記念の特別番組「[NACK5 20th ANNIVERSARY SPECIAL THANKS 大感謝祭 〜 STAR RADIO 〜]」27時間生放送。
- 11月17日 - エフエム福岡がこの日、本社・演奏所が福岡市中央区渡辺通の電気ビル別館（現[いつ?]・共創館）から同区清川の渡辺通南ビル（西日本シティ銀行と共同建設）に移転、稼働開始。
- 11月24日 - 平成20年度日本民間放送連盟賞ラジオ教養番組部門・最優秀番組受賞の再放送で山本モナ復帰?
- 12月11日 - 黄昏流星群「流星メール劇場」が文化放送でラジオドラマ化。
- 12月31日
  - JFN系年越し特別番組、『SEIKO Presents ゆく年くる年 1秒の言葉』（DJ:松任谷正隆、柴田玲）[7] 放送。
  - 『今日は一日アニソン三昧ファイナル』（NHK-FM放送） 生放送。

## 商号変更
- 7月1日 - エフエム九州→CROSS FM

## 主な放送番組

### 開始番組

#### 2008年1月放送開始
AIR-G
- 1月6日
  - MUSIC AQUA（再開）
  - 中村あゆみとアジアの海賊たち」（日曜21:30）

FM NORTH WAVE
- 1月4日 - I LIFE NET（DJ：竹本アイラ）

文化放送
- 1月7日 - 工藤慎太郎 愛でいこうぜ!

FM-FUJI
- 1月5日 - TSUYOSHI DOMOTO'S RADIO LOVE-DNA!

ABCラジオ
- 1月5日 - 蕭秀華のMUSIC CUBE

#### 2008年2月放送開始
AIR-G
- 2月1日 - FREAK OUT（DJ：Angelo）

琉球放送
- 2月3日
  - 音夜一夜（DJ：増田さと子、日曜25:30）
  - ROCK BOTTOM（日曜 26:00）

#### 2008年4月放送開始
3月31日開始、4月1日開始、4月7日開始は平日番組。4月4日開始は金曜日放送。4月5日開始は土曜日、4月6日開始は日曜日放送。
キョートリアル!コンニチ的チュートリアル、西日本一部地域でネット開始
松山千春のON THE RADIO、ネット局再拡大
宮川賢のまつぼっくり小国、東北地区拡大ネット
NHK
- 3月31日
  - チャロの英語実力講座（NHKラジオ第2放送）
  - ラジオビタミン
  - ふるさとラジオ
  - 歌の散歩道
  - つながるラジオ
  - 私も一言!夕方ニュース
  - 世の中面白研究所
  - クラシックカフェ（NHK-FM放送）
- 4月1日 - もぎたて!北海道
- 4月4日レギュラー放送開始 - U-18 ユーガタM塾（NHK-FM放送）
- 4月6日
  - 新日曜名作座
  - 日曜バラエティー
  - 夜はぷちぷちケータイ短歌
  - オーケストラの夕べ（NHK-FM放送）
  - 吹奏楽のひびき（NHK-FM放送）
  - ビバ!合唱（NHK-FM放送）
- 4月8日 - ぬくだまりの宿 みちのく亭
- 4月27日 - ラジオドラマ・アーカイブス

TBSラジオ
- 3月31日 - グリグリ 〜goody goody〜
- 4月6日
  - 新井麻希 プレシャスサンデー
  - 健康談話室
  - 爆笑問題の日曜サンデー
  - 田中雄介の食卓応援隊
  - LINEMAP アスリーと〜く
  - 人生ゲーム40周年プレゼンツ 八嶋智人と三津谷葉子の「こんな人だと思わなかった…」
  - やべきょうすけのnextクローズ
- イマドキッ（MBSラジオ）金曜日分ネット

文化放送
- 3月31日
  - 氷川きよし節
  - ワカバ食堂[9]
  - 中村隆道の夜スペ!
- 3月31日改題 - 水瀬あやこのときラン[10]
- 4月1日〜9月23日 - 会社ラジオ ガレージスタイル（DJ:鷲崎健、大島麻衣）
- 4月4日 - 伊藤俊吾のザ・ソングス・オーディション「GeTaCha!」
- 4月5日 - 高木美保 close to you

A&G
- 4月6日 - 12人の優しい殺し屋 side R
- 4月7日 - Voice of A&G Digital 超ラジ!Girls

 ニッポン放送
- 3月31日放送再開 - ショウアップナイターマンデースペシャル 松本ひでおと長谷川滋利のやっぱり、野球は面白い!
- 3月31日
  - スポーツリアルトーク
  - ミュージックファーム（DJ:吉田羊）
  - 南沢奈央のビビッとコイ!
- 4月1日 - 古田敦也ラジオもやってます
- 4月2日 - 青木宣親ドリームファクトリー※3月までは番組内コーナー

RFラジオ日本
- すぎもとまさとのBarスターライト、上田利治の朝からどうでっか、RFラジオ日本でネット開始
- 3月31日 - ひばりさんからの手紙
- 4月1日 - ミュージック・トラベラー
- 4月3日 - 立川志ら乃のサブカル天国（木曜25:30）
- 4月5日
  - 西田エリのキミがいるから （土曜5:00）
  - 梅田悦生の幸せ変更線（土曜6:30）
  - 水牧あさ実の春夏秋冬・恋ごよみ（土曜7:35）
  - 三輪有子の幸せへの道
  - ジャイアンツ・タイムズ
  - ひまりのきいたもん勝ち
  - 勝ち組ビジネス
- 4月6日
  - ミッキー安川のゴルフ放談
  - お金の悩み110番
  - 滝本猛夫の楽ちん大革命
  - 千田知都子のまた会えますか
- 4月7日 - ラジオ日本開局50周年記念スペシャル（月曜18:00）

TOKYO FM
- 4月1日
  - クロノス（DJ:八代英輝）
  - ONCE（DJ:トムセン陽子）
  - DIARY（DJ:Chigusa）
  - ラジオ劇団『小さな奇跡』
- 4月4日
  - 週末ランニング部（DJ：為末大）
  - 吉川ひなの LIFEwithPET
  - つるの剛士 ほっとMISIC!
- 4月5日
  - MOVING SATURDAY（DJ:井上順雄）
  - ap bank radio THE LAST WAVE
  - NIKE GOOD JOG!（DJ:長谷川理恵）
  - LIFE - LOVE CiRCLE（DJ:大塚愛）
  - PHOTO WEEKEND（DJ:国分佐智子）
  - 山崎まさよし 音届〜SEND ONE-MUSIC〜
  - NEXCO中日本 DRIVE ON THE HEART （DJ:片山右京）
- 4月6日〜4月28日期間限定 - Plant Your Tree〜武道館から森を作ろう!〜 （DJ:高柳恭子）
- 4月27日 - THE ONE WAY ジャーナル「月刊寺島実郎の世界」

JFNジャパンエフエムネットワーク
- One Step Beyond（DJ:MATSU(EXILE)）
- Flavor-Flavor（DJ:chigusa）
- RASTA LOVERS（DJ:鈴木サチ）
- Living Music（DJ:Sascha）
- 酒楽（隔週でDJ交代 第1週、第3週DJ:かの香織。第2週、第4週DJ:森雪之丞）
- ミュージックバード[12]
- 3月31日ネット放送開始 - ブートレックレイディオ（DJ：境長生）
- 4月1日
  - Song 4 anniversary
  - アヤカのMusic & Diary
  - アジキュー（DJ：コガアキ）
- 4月4日ネット放送開始 - 小樽 おたるん おたるんるん
- 4月5日 - what a wonderful world〜物語と音楽が織り成すイメージの旅〜(Na :磯部弘)
- 4月6日
  - KATSUMI・ユメルのJump to the 90's
  - 萩原音楽堂（DJ:萩原健太）
  - TRIP IN THE COUNTRY（DJ：Dr.K=徳武弘文）
  - Pop Up Sunday（DJ：高橋あさみ）
  - Groove Factory（DJ：原絵里）

J-WAVE
- 3月31日
  - 20TH J-WAVE ARCHIVES〜J-WAVE TOP40
  - YOUGAKU-KINGDOM
- 4月4日
  - 〜JK RADIO〜TOKYO UNITED（DJ:ジョン・カビラ）
  - Smooth Note（DJ:デイブ・コズ）
- 4月5日
  - MAKE IT 21
  - BOOK BAR
  - RANDY JACKSON'S HIT LIST

InterFM
- 3月31日
  - GLOBAL SATELLITE（DJ:Paul、10:00）
  - BRIGHTSIDE(DJ: 岡村有里子、13:00)
- 4月3日 - BLACK room（DJ:USA (EXILE)、木曜22:30）
- 4月5日
  - 大和証券グループpresents GREEN JACKET
  - RESORT GATE from IKSPIARI（DJ：Lucy Kent、土曜8:00）
  - EX:Beaute presents M style（DJ：小室淑恵、土曜11:00）
  - AMERICAN TOP 40（DJ：Ryan Seacrest）
  - ROCK YA BODY（DJ：Full Of Harmony)
  - Night Habits（DJ：宇治田みのる、土曜20:00）
  - TAKEHARA SHINJI'S MUSIC GYM（土曜日25:00）
- 4月6日
  - Son De Luxe（DJ：Max Chipchase）
  - REAL DEAL（DJ：井手大介、大西佑季）
  - Four Leaf Japan presents SOUND LEAF（DJ：藤井フミヤ、屋敷豪太）

NACK5
- 3月31日 - チャイム!
- 4月3日 - サラサラWORD FACTORY（DJ：依布サラサ、木曜日23:30）
- 4月5日
  - 鶴のAFRO-BATIC☆NIGHT
  - CHU-BRA RADIO（DJ:KELUN）
  - Music Tavigation（DJ:平澤志帆）
- 4月6日
  - Sunday Search（DJ:佐藤多恵、日曜日4:00）
  - ENJOY! THE SUNDAY（DJ:片桐八千代、日曜日7:00）
  - Reo Culture（DJ:土屋礼央）
  - THE WORKS（DJ :志倉千代丸、桃井はるこ）

FM FUJI
- 4月1日 - RADICAL LEAGUE かながわIQのギガンティック・ロッキン・ボム
- 4月4日 - RADICAL LEAGUE 波田陽区の夢までテキーラ
- 4月5日
  - FULL UP RADIO "フルラジ"（DJ：伊達淳彦）
  - STADIUM ROCK!!（DJ：神田亜紀）
- 4月6日
  - SUNDAY IN THE PARK（DJ：ナラヨシタカ、蒼井里紗）
  - sparking! talking! show!（DJ：angela）
  - AOB presents POP UP BEAUTY（DJ：Shihomi）

ラジオNIKKEI
- 4月15日開始 - マット今井のマネー勝利宣言（DJ:今井雅人）
- 1月配信休止、4月28日配信再開 - バンダイナムコゲームスPodcastingマガジン

HBCラジオ
- 4月4日〜7月11日打ち切り - BLuck・ビーフリーク
- 4月6日 - スリーキャッツナイト2008（DJ:石橋佳奈、星りな、MAYU）

STVラジオ
- 3月31日
  - みのや雅彦のときめきワイド
  - 牧やすまさのスーパースクランブル
  - 月刊梨田のはなしだ!(DJ:梨田昌孝、宮永真幸、青山千景)
- 4月6日ネット開始 - ラジオ朗読版「なぜ生きる」

AIR-G
- 4月1日
  - Bonita!Bonita!（平日11:30）
  - SWEET GREEN
  - EARTH FRIENDS〜Eco&Music〜（DJ:寺田英夫）
- 4月2日 - Sketch For Groove
- 4月3日 - 龍太の漢一匹!畳魂
- 4月4日 - EX-Tracks30（DJ:寺田英夫）
- 4月5日
  - FM ROCK KIDS第2部 鈴木彩可のLove Mode
  - FM ROCK KIDS 第2部 中田千智のDark Angel
- 4月6日
  - ECOの実（DJ:千葉ひろみ）
  - YO!SAPPORO☆（DJ:千葉ひろみ）

FM NORTH WAVE
- 3月31日
  - MORNING JUNKTION（DJ：高島保、平日6:00）
  - SMILE MARCHE（DJ：須摩智子、平日11:00）
  - VENUS DRIVE（DJ：鹿島千穂、平日15:00）
  - MUSIC DEN（音楽伝。DJ：タック・ハーシー）
- 3月31日〜4月11日 - CAFE NORTHLAND（DJ：阿部一夫、栗葉貴代子、平日9:00）
- 4月2日
  - MUSICAL BATON
  - 雨傘レイディオ（DJ：森翼、水曜23:30）
- 4月4日
  - MO'BETTER FRIDAY
  - GOODYEAR SMILE EFFECT（DJ:笠原寿仁、三宮恵利子。金曜 16:30）
  - BLAZIN' STYLEZ（DJ:中田ゆかり、金曜 17:00）
  - URBAN HYPE（DJ:ナオミ、金曜 19:00 - 22:00）
- 4月6日
  - NORTH WAVE TOP40（DJ:ケイコ）
  - Yah Man! Whiters（DJ:lecca）
- 4月7日
  - Mooooving J
  - FEEL ASIA（DJ:小蘇）

IBC岩手放送
- 3月31日 - ラジスポ
- 4月4日 - NTTDoCoMo presents feat.i（金曜 21:00）
- 4月6日
  - 宇佐元恭一アーティスト・ライブラリー
  - megのジャズ風味!おしゃべり三昧!!

東北放送
- 3月31日ネット放送開始
  - 夜な夜なニュースいぢり X-Radio バツラジ（ - 9月25日）
  - 中島啓江〜ドーンと、ようこそ!
- 3月31日再開 - Field of dreams〜ベースボールストーリー〜
- 4月3日 - …Love Music
- 4月4日ネット開始 - 城島茂のどっち派?!
- 4月5日
  - ハロー!プロジェクト メロン記念日の“ムラタジオ”
  - あさのことば
  - ザ・スクリーンミュージック
  - やなわらばーのうたぐすい・みみぐすいチャンプルー
  - 森田オフィスのオウム返し
- 4月6日
  - パンダさんの“子供の目線!”
  - サウンドヒーリング
  - 知ったか仙台弁（DJ:藤沢智子）
  - JUST JAZZ TIME
  - 樋口了一の帰ってきた夢旅人
- 4月7日
  - トータルテンボスのぬきさしならナイト!
  - AAA浦田直也のいけ!浦田直也
  - ポップス&スポーツ

山形放送
- 3月31日
  - ゲツキンラジオ ぱんぱかぱーん
  - 普天間かおりのぬちぐすいラジオ
- 4月5日 - 土曜は最高!

茨城放送
- 3月31日
  - おもしローカルRadi〜oh!
  - 夕刊ほっと田辺昭雄

栃木放送
- 3月31日
  - CRTモーニングタイムズ
  - ラジっちゃう?
  - CRTイヴニングタイムズ
  - スターライトシンフォニー
- 4月6日 - Heart Station

新潟放送
- 3月31日 - ゴゴラク!

信越放送
- 3月31日
  - 坂ちゃんのずくだせえぶりでい
  - おとなりラジオ あらら…
- 4月5日
  - ラジオ出たとこ勝負!
  - タイムスリップ サタデー!

福井放送
- 3月31日
  - LOVE POP-J
  - 鈴木康博 メインストリートをつっ走れ!
- 4月6日 - ターヘルワードアナトミア

福井エフエム放送
- 4月25日 - FUT Monthly Radio Program FUT LAB.

静岡放送
- 3月31日 - アナらじ

CBCラジオ
- 3月31日 - 中西直輝のきく!ラジオ
- 4月2日 - ハイパーナイト ポッシきゃな?
- 4月4日枠移動 - ハイパーナイト AKB48 今夜は帰らない…
- 4月6日 - のもぴ〜プラスティックラジオ

東海ラジオ放送
- 4月5日 - 下川みくにのぐるっと東海エコめぐり

ZIP-FM
- 3月31日
  - Z-TIME BIZ（DJ:ケン・マスイ）
  - R18 -Radio Eighteen-
  - RADIMO LAND（DJ:AZUSA）
- 4月1日 - DO THE ROCK（DJ:小林拓一郎）
- 4月2日 - REGGAE REVOLUTION（DJ:Ulee・VANTY FOOT）
- 4月3日 - DANCEHOLIC（DJ:服部愛子）
- 4月4日 - HOT WAX（DJ:YO!YO!YOSUKE）
- 4月5日 - EX-BEAT（DJ:Nadia）
- 4月6日
  - ZIP DANCE HITS 20（DJ:南城大輔）
  - FIND OUT（DJ:YO!YO!YOSUKE）独立
- McDonald's ZIP REAL-EYES特番化

RADIO-i
- 3月31日 - Kensho TV presents プレラジ（iJ：関清香、酒井瑛里。月24:00）

ABCラジオ
- 3月31日 - ABC発午前1時
- 4月4日 - 関ジャニ∞の男前をめざせ!
- 4月5日
  - 和沙家の食卓
  - ABCフレッシュアップJAM
  - 小山乃梨子のハートフルナイト
  - 世界名曲大全集
- 4月6日 - ダマ奈津子のときめきライフ
- 4月6日改題 - ダンディ・サンデー

MBSラジオ
- 3月31日
  - 子守康範 朝からてんコモリ!
  - MBSニュースレーダー
  - MBSサウンドキングダム
  - 大人のわがまま
- 4月4日
  - イマドキッ（金曜日増設）
  - 押尾コータローの押しても弾いても（ナニワ音楽ショウ廃枠につき独立）
- 4月5日復帰 - どーだ!ますだおかだ
- 4月5日
  - しあわせの五・七・五
  - 加藤ヒロユキ 週末のソムリエ
- 4月6日
  - MBSサンデーボックス2
  - 柏木宏之の防災お役立ち情報
  - 宍戸一夫の情熱喫茶
  - 馬場章夫の新・大阪大発見
  - 一柳良雄の元気と知恵のビジネス
  - 唐さん・一枝の艶歌でOH!きに
  - 河本準一のイキナリッ

MBSラジオには珍しくアニラジ（4月5日開始 - コードギアス るるくるステーション、4月6日開始 - マクロスF○※△ ）をネット
ラジオ大阪
- 3月31日
  - 佐伯チズのお話しましょ
  - baseよしもと ナマワラb
- 4月6日 - 水谷ひろしのOSAKA歌謡ウェ〜ブ

1314 V-STATION
- 4月1日
  - サイキックラバーのFw:アニカンRADIO
  - ふぁんすた!高乃麗としょおむのVOICE-BEE-GET
- 4月3日 - 範田紗々・とろサーモンのGO!Go!桃色工務店
- 4月4日
  - 1314V-STAION V!ゴージャス
  - もえもえポンバシ系（DJ:天津 向清太朗、格清政典）
  - アヤミークエスト3
- 4月5日 - 神谷浩史・小野大輔のDearGirl〜Stories〜
- 4月6日
  - シゴフミ（秘）日報
  - デスガンラジオ
  - 宮田幸季のNight♥LoveCall
- 4月8日 - ふぁんすた! Hey!Say!Yuu! 〜koetama*Radio Junction〜

ラジオ関西
- 3月31日放送改題開始
  - 三上公也の情報アサイチ!
  - Sanae's Cafe（DJ:田中さなえ）
  - 立原啓裕のからだにきくラジオ
  - 谷五郎のこころにきくラジオ
  - 羽川英樹の快速急行・神戸発!

山陰放送
- 3月31日 - 遊吟 STAND BY YOU
- 4月5日 - 気象予報士・本宮伽恋の晴れたり曇ったり
- 4月6日 - カルロス菅野のジャズ・フィーリング

山陽放送
- 4月4日 - DJKJ Music Vib

FM岡山
- 4月4日 - 牛嶋俊明 ドリームファクトリー

中国放送
- 4月1日 - 広島市民球場 熱き戦いの記録
- 4月6日 - 伊藤文のサンデー!Sunday!

FMY
- 3月31日
  - Morning Street
  - Evening Street

四国放送
- 3月31日 - 保岡栄二のナイトフライト!

高知放送
- 3月31日 - みんなのラジオ

RKBラジオ
- 4月6日
  - 山内惠介の歌の道標
  - 司法書士はまだけんぢのラジオ「元気塾」
  - 佐田玲子・姫野達也の風に吹かれて
  - 米岡誠一 よろず屋サンデー
  - まいとたいむ（DJ:里田まい〔カントリー娘。〕、タイムマシーン3号）

KBCラジオ
- 3月31日
  - VERO②VA
  - ツーレツヨネコ（DJ:米岡誠一、児玉育則）
  - ドラゴン池見とパノラマジックのこれが男の勲章だー!
- 4月6日
  - ワールドアーティスト・ボックス
  - まいまいのオールヒッツ・ナビ（DJ:佐々木舞）
  - ヨネドブ（DJ:米岡誠一、DOBU）
  - 保田隆のHeart Beatラジオ

CROSS FM
- 4月4日 - Field of Magic（Music Navigerter:杉真理）

エフエム佐賀
- 4月1日 - 昼から!のばなしラジオ
- 4月4日 - Friday Night Talkin' Radio
- 4月7日 - きはらくん&ちょうさんの『WE LOVE MUSIC!』

大分放送
- 4月5日
  - Saturday SOUND BREEZE
  - Dr.マーサーとカレイなる仲間たち

熊本放送
- 3月31日 - かたるバッ!
- 4月6日 - CARINO-zaka Sunday Smile Station
- 4月7日 - おとなの時間（DJ:山田法子、上田啓介）

南日本放送
- 3月31日 - ラジマガWink
- 4月4日
  - 美坂理恵のDelicious TIME
  - トーク&ミュージックバラエティー TEGEらっちょ!（DJ:ZAK）
- 4月5日 - 熱血学園Rock組（DJ:スマイリー園田）
- 4月6日
  - 朝のり。（DJ:宮井紀行）
  - おッつゥ〜かごしま（DJ:DJ EIJI、植田美千代）

RBCiラジオ
- 3月31日 - ミュージックシャワー
- 4月6日 - サンデーアッチャー

ラジオ沖縄
- 4月5日
  - OYAKOラジオ
  - 前田すえこのミュージックカフェ

FM TARO、スターデジオ440ch
- 4月4日 - back number の"pizza small world!!（金曜日23:00）

インターネットラジオ
- 元祖らっきー☆ちゃんねる（ランティスウェブラジオ）

#### 2008年5月放送開始
AIR-G
- 5月4日 - 熱 発信〜北海道元気企業2008〜[18]（土曜日7:00。DJ:中田美知子）

FM NORTH WAVE
- 5月12日 - カマサミ・コングショー（ - 9月30日、平日9:00）

ニッポン放送
- 5月3日 - オールナイトニッポン クリエイターズナイト（ - 12月26日）

RFラジオ日本
- 5月5日 - すがはらやすのり名曲!生スタジオ

ラジオNIKKEI
- 5月6日 - 加藤友理の経済教室（ - 2009年1月27日）

JFN
- 5月4日 - Play that iTunes Music（ - 2009年3月29日、日曜日22:30。DJ:Vance K）

#### 2008年6月放送開始
FM NORTH WAVE
- 6月2日再開 - SOUL STONE 〜タネ魂〜（月曜24:00、DJ:種浦マサオ）
- 6月6日 - PAPA B's Jungle（金曜23:00。DJ:PAPA B、DJ NOB）

Inter FM
- 6月30日
  - OTTAVA「OTTAVA amoroso」、時差ネット開始
  - MIDNIGHT VOICEが、PLASMA RADIOに時間移動・改題

三角山放送局
- 6月27日 - CO2よりTeaForTwo[19]

#### 2008年7月放送開始
AIR-G
- 7月6日
  - ジャッキー・ジャッキーのリクエスト・オブ・サマー!
  - ラブスポ 〜We Love Sports〜（日曜日25:00。DJ:鎌田理奈）

ラジオカロスサッポロ
- 7月6日 - 地元発!元気情報〜地域で活躍する企業や商店に学べ〜（日曜日8:30→時差ネット=ラジオNIKKEI第1、火曜日11:30、DJ:工藤忠）

文化放送
- 7月1日 - 金田朋子のミニミニミクロ電子幼稚園（火曜日25:00）地上波放送開始

TOKYO FM
- 7月5日
  - ECO BREAK -Sound For Fresh Air-（DJ:山川牧）
  - FamilyMart Sweets Party（土曜10:25、DJ:近藤しづか、 - 9月26日）

J-WAVE
- 7月5日 - THE CLICKERS

RFラジオ日本
- 7月3日 - ラジオ日本演歌ランキング（木曜22:30）

ABCラジオ
- 7月5日 - ベストカセットリクエスト（土曜25:30）
- 7月12日再開 - 大西ユカリのハッスル歌謡曲（土曜14:00）
- 7月13日 - サンデーミュージックアワー 浦川泰幸の気分はトレンディ![20]

#### 2008年8月放送開始
AIR-G
- 8月2日 - 旅ラジ（土曜19:00。DJ:佐藤恵美、海香子）
- 8月6日 - ひいらぎのひいらじ（水曜21:00）

FM NORTH WAVE
- 8月7日 - D.I.'s 'RADIO' ROOM 106（DJ:今井大介、木曜24:00）

InterFM
- 8月14日 - HIROSHI ITSUKI meets R&E（木曜23:00）

#### 2008年9月放送開始
HBCラジオ
- 9月30日
  - 山崎英樹のワインドアップ!!（ - 2009年4月3日、火 - 金曜 18:50）
  - HBCミュージックナイター「フルカウント!」再開（ - 2009年3月27日）

AIR-G
- 9月28日 - らぢおHTB（月1回毎月第4週日曜FM SPECIAL WAVE、DJ:HTB〔北海道テレビ〕アナウンサー複数名） [21]

FM NORTH WAVE
- 9月6日 - I LOVE RECYCLE〜UNDER THE STARLIGHT（土曜25:00）

FM青森
- 9月6日 - 地産地消ワンダーランド青森マルシェ通信[22]（土曜9:00）

東北放送
- 9月29日 - 根本宣彦 グッドモーニング
- 9月30日
  - Radio倶楽部（DJ:安田立和。火 - 金曜 18:00）
  - 火曜日から金曜日の夜9時から10時までTBCアナウンサーが生で喋ってます。略して「カマス」（火 - 金曜 21:00）

TBSラジオ
- 9月29日 - OTTAVA con brio地上波進出
- 9月30日
  - エキサイトベースボールマネージャーズ再開（- 2009年3月29日）
  - Kakiiin カキーン

文化放送
- 9月29日
  - こちら浜松町駅前 文化放送スポーツ部（ - 2009年3月、月曜18:00、DJ:飯塚治）再開
  - Hey! Say! 7 Ultra Power
- 9月30日 - 髭男爵 ルネッサンスラジオ（火曜25:30）

ニッポン放送
- 9月8日 - 銀河に吠えろ!宇宙GメンTAKUYA
- 9月29日
  - 松本ひでおのショウアップナイターGO!GO!（ - 2009年3月27日）[23]
    - 小島奈津子のおかえりなさい
    - 黒沢年雄の元気でGO!GO!

  - ガチャピン・ムックのパジャマDEナイト（月曜20:30）
  - 鶴光 セブンミニッツ（平日21:50、P:笑福亭鶴光）
- 9月30日
  - おいしいラジオ（火曜20:30、DJ:吉田尚記）再開
  - 渡辺美里と北澤豪のスーパー・オフショット（火曜21:00、- 2009年3月24日）再開 ※2007年度は裏送りのみ

RFラジオ日本
- 9月29日
  - ザ・ホットライン 東京わがままモーニング
  - ザ・ホットライン ヨコハマろはす
- 9月30日 - くず哲也のオトナの情報マガジン再開（ - 2009年3月31日、火曜）

静岡放送
- 9月29日 - SBS EVENING WAVE（平日16:30、DJ:大石岳志、岡村久則）

CBCラジオ
- 9月29日 - ヒットヒットパラダイス 再開
- 9月30日 - Link!![24]（ - 2009年3月27日、火 - 金曜 18:50）

東海ラジオ
- 9月30日 - 2COOL!（ - 2009年3月27日）

MBSラジオ
- 9月30日
  - モーニングミックス（4:00、DJ:大吉洋平、斎藤裕美）
  - 上泉雄一のFANFANレディオ（火 - 金曜 18:30）

中国放送
- 9月29日 - 道盛浩のバリシャキNOW再開
- 9月30日 - あいMYナイト（DJ:アイ、火 - 金曜 21:30）

RKB毎日放送
- 9月29日 - ホークス歌の応援団

JFN
- 9月29日
  - OH! HAPPY MORNING（平日9:00）
  - 孔子のことば 一日一言（平日28:55、DJ:孔健）

#### 2008年10月放送開始
10月1日開始は水曜日、10月2日開始は木曜日、10月3日開始は金曜日、10月4日開始は土曜日、10月5日開始は日曜日となる。
- ラジオ朗読版 歎異抄をひらく（日曜5:35）
- レインブック ミュージックフォトブック（10月1日にラジオ沖縄で放送開始、山形放送、大分放送、スターデジオで順次放送）
- モト冬樹〜のんびり行こうぜ（10月4日に新潟放送[25] で放送開始、順次放送）

TBSラジオ
- 10月2日 - 木曜JUNK ZERO ケンドーコバヤシのテメオコ
- 10月3日 - 金曜JUNK 加藤浩次の吠え魂 放送時間昇格
- 10月4日
  - 土曜朝イチエンタ。堀尾正明+PLUS!（土曜5:30、DJ:堀尾正明、田中雅美）
  - アベコーのモリもりトーク（土曜19:30、DJ:阿部幸太郎、村井真里）
  - R25「ナイスQ」編集部（土曜21:00、DJ:藤井大輔、加藤夏希）
- 10月5日リニューアル開始 - 全国こども電話相談室・リアル!（山本シュウ司会、日曜日9:00）
- 10月5日
  - 国明の心と体、丸ごと健康（日曜日5:40）
  - 奈美悦子・辻よしなりのちなみに?（日曜日21:00）
- 10月5日再開
  - Science Xitalk（DJ:日垣隆、有村美香。日曜日21:00）
  - ラジオ寄席

文化放送
- 10月1日 - 竹内靖夫の電リク・ハローパーティー再開
- 10月4日
  - ウィークエンドスポーツ・ズミスポ!再開（土曜17:45、DJ:斉藤一美）
  - あなたも私も裁判員「裁判員制度の基礎知識」（土曜6:05）
- 10月5日
  - イッセー尾形とみんなの青空（日曜10:00）
  - 浜松町サウンドファクトリー再開（日曜20:00、DJ:佐伯明、吉田涙子）

ニッポン放送
- 10月1日
  - 釣りバカ日記再開
  - 水野真紀 つれづれラジオ
  - なるほど法律手帳
  - プロジェクト・アイ
  - ナオト・インティライミ歌います!
- 10月2日
  - エキスパートと語る
  - はるな愛のよろしく!グラビアンナイト☆（木曜21:00）
  - 椎名誠的ラジオ地球の歩き方（金曜21:30）
- 10月3日
  - GO!GO!エコ・エコドライブ
  - GO!GO!エクスプレス（金曜24:20、DJ:山本剛士）
  - よかばい熊本再開（金曜20:30、DJ:荘口彰久）
- 10月4日
  - 上柳昌彦 土曜日のうなぎ（土曜17:30）
  - ショウアップナイタードリーム再開 （ - 2009年3月22日、土曜20:00、DJ:煙山光紀）
  - 欽ちゃんのドンといってGO!GO!（土曜21:00）
- 10月5日
  - 鴻上尚史と里田まいのサンデー・オトナラボ（日曜12:00）
  - 東貴博の電話でGO!GO!（日曜18:30）

RFラジオ日本
- 10月1日再開
  - 加藤登紀子の地球に乾杯!
  - アーバン・ソウルナイト
- 10月2日
  - エターナル・コレクション
  - ラジズレ オヤジの常識
  - 立川こしらのこしら・える時間
  - 十日市秀悦のえふりこぎでゴメン!
- 10月3日 - 逢川葵の朝がくるまえに
- 10月4日 - 石坂まさを ハイ喜んで七福神

TOKYO FM
- 10月1日
  - Blue Ocean（DJ:望月理恵）
  - GOLD RUSH（21:30）
- 10月3日 - 茂木放送協会（金曜26:00）
- 10月4日
  - DOCOMO DREAM CALL（DJ：松本ともこ）
  - 東京の窓から（土曜5:00、DJ:石原慎太郎、飛田厚史）
  - 隂山英男のヒューマン・ラボ（土曜7:30）
  - WEEKEND AVENUE@NY(土曜9:00。DJ:デボラ・ラス、眞田薫）
  - PLAY with Yu（土曜21:30、DJ: 山田優）
- 10月5日
  - 宮本文昭のNEXTAGE （日曜日6:00）
  - エンカレ!（日曜6:30、DJ:矢張岳史）
  - 桑原正守のOPEN YOUR LIFE（日曜7:00）
  - オン ザ ウェイ・ジャーナル（日曜7:30、DJ:隔週交代で月尾嘉男、寺島実郎）
  - EBM presents 堤信子のFeelin’ Cafe（日曜8:30）
  - au ONAIR MUSIC CHART（DJ:杉崎美香）
  - 橋本ひろしの世の中は口に出してはいけないことで成り立っている（日曜25:00）

JFN
- 10月1日
  - MIYA THE WORLD!!（水曜20:30、DJ:宮沢和史）
  - 坂詰美紗子のソウルマナーRadio!（水曜20:00）
- 10月3日
  - ECO cafe（金曜11:50、DJ:北川えり）
  - 週刊 MUSIC PUNCH!（金曜27:00）
  - 僕らのEric Clapton（金曜27:55）
  - 僕らの吉田拓郎（金曜28:55）
  - the pillows POISON ROCK'N'ROLL（金曜26:00）
- 10月5日 - SUNDAY NIGHT FEVER（日曜20:00、DJ:菊地浬、ザブングル）開始

ミュージックバード
- 10月1日 - モーニング・コミュニティ（平日6:00、DJ:谷沢正樹）開始
- 10月2日 - SATOSHOKO!ZM（木曜19:00、DJ:佐藤翔子）開始
- 10月3日 - アニメ関門文化学園（水曜19:00、DJ：にゃんき〜梅教諭、ヒロ山下校長 他）開始
- 10月4日
  - 高野雲の快楽ジャズ通信〜What Is This Thing Called Jazz?（土曜20:00、DJ：高野雲）
  - Jazz In Applause（土曜日0:00、DJ：小針俊郎、若生りえ）
- 10月5日
  - マイネマイヌク Moonbow Café（日曜18:00、DJ：Meine Meinung）
  - Feel at Heal（日曜20:00、DJ：黒光由佳、鳴海じゅん、北條馨梨）
- 10月6日 - GENEのROCKNROLL PARADISE（月曜19:00）

NACK5
- 10月2日 - TSUYOSHI YAMANAKA LOVIN'LIFE ネット開始
- 10月3日 - セイタロー&ケイザブロー おとこラジオ
- 10月4日
  - MAGICAL SNOWLAND
  - CLIFF EDGE & MAY'S BETTER MUSIC
- 10月5日 - メルリクBOXデラックス

bayfm
- 10月1日放送
  - miracle!!（平日9:00、DJ:ANNA）
  - MUSIC GENERATION FROM K・WEST（平日19:00、DJ:林宙紀、福田麻衣、山口美沙）
  - インパラ（水曜 24:00、DJ：PEACH）
  - Shout of my soul（水曜24:30、DJ:KEITA）開始
- 10月3日
  - BACK BRAIN PASS（金曜 25:00、DJ: キリト）
  - やべぇ夜!!〜YA-BAY-YO!!〜（金曜 24:00、DJ:アリス九號.）
- 10月4日
  - moe's up!!（土曜 10:00、DJ：押切もえ）
  - FUNKY SPACE SICKNESS（土曜 22:00、DJ：堂本剛）
  - SATURDAY NIGHT 3◇9（土曜 24:00。DJ：福原裕一、岸本梓）

HBCラジオ
- 10月4日
  - 松永俊之の日本の心（土曜6:05）
  - あぐり王国-R（土曜8:20）
  - ワンアーティストスペシャル・オンリーワン!〜サードシーズン〜[32]（土曜15:00、DJ:山内要一）
  - 佐々木幸男JUST FOLK〜あの時代へのノスタルジー〜 （土曜19:00）
- 10月5日
  - ミュージックアリーナSeatS（日曜15:00、DJ:関博紀）
  - よじごじSundae!（日曜16:00、DJ:あらいおさむ）
  - じゃ〜んずΩです![33]（日曜17:00）
  - イチからラジオ アナの穴（日曜17:15。DJ:渕上紘行、堀啓知）
  - 滝本猛夫の楽ちん大革命（17:30）
  - 元気者で行こう!フロムサウンズ・ミュージック（18:00、DJ:斉藤こずゑ）
  - 大下宗吾の耳からけむり（日曜23:00）

STVラジオ
- 10月4日 - 干場かなえの夢かなえ!（土曜20:30）
- 10月4日再開
  - スーパーラジオファイターズ
  - 工藤じゅんきの人生総天然色
  - Dear Woman（DJ:室田智美、土曜22:30）
- 10月5日 - the武田組のよるだち（日曜24:00）[34]
- 10月5日再開
  - 谷口祐子のごきげんようび♪（日曜8:30）
  - 週刊ラジオメンバーズ（日曜24:15）

AIR-G
- 10月3日
  - FRIDAY BUTTERFLY（金曜19:00、DJ:トリーシャ）
  - Superduper Radio Next Generation（金曜 20:30、DJ:山田瑞希）
- 10月4日 - 週刊カラスの森（土曜20:00、DJ:KARASU）開始
  - FM ROCK KIDS NAKED（土曜26:00、DJ:ヒデミ）増設
- 10月6日 - ヨースケ@HOMEのSMILY MONDAY（月曜21:30）

FM NORTH WAVE
- 10月1日
  - TUCK'S MORNING RADIO(平日6:00、DJ：タック・ハーシー)
  - DAY-TIME TRIPPERS（平日12:00）
  - MASTER'S LOCK（平日17:00、DJ:テツヤ）リニューアル開始
  - HITS THE SPOT(平日22:00、DJ:窪田有美)
- 10月3日 - Frigg Friday（金曜9:00、DJ:東海林舞）
- 10月4日 - JOYOUS JAZZ（土曜21:00、DJ:週代わり）
- 10月5日 - ALOHA BREAK（日曜7:00、DJ:カマサミ・コング）
- 10月6日 - ダンクラ's（月曜23:00、DJ:高島保）
- 10月7日 - P.M.▲TOGARIANS（火曜22:00、DJ:pe'zmoku / Ohyama B.M.W Wataru、NIREHARA MASAHIRO、suzumoku）

青森放送
- 10月5日
  - Metisの Super lrie Time（日曜17:20）
  - 星 一曲!（日曜日20:55）
- 10月5日再開 - ねんだいもの（日曜18:10）

東北放送
- 10月4日
  - ラジオマガジン EARLY BIRD
  - エルビス トリッキー好きにならずにいられない（土曜日17:55）
  - TBCラジオスペシャル（土曜日20:00）
  - 週刊谷村有美でございます（土曜日22:10）
- 10月5日 - Sunday Brunch Music(日曜日11:05、DJ:柳瀬若菜)
  - 魅惑のイージーリスニング（日曜日9:20）
  - ザ・スクリーン ミュージック（日曜日17:15）
- 10月11日 - アスラジ（土曜日18:00）

boyfm(FM山形)
- 10月3日 - Flavor-Flavor（金曜28:00）

FM長野
- 10月1日 - The Step（平日13:30）

CBCラジオ
- 10月4日
  - 森合康行のタイムドカン（ - 2009年3月22日終了、土曜18:00）
  - エレジー[36]・ミユキのデリートしちゃい抹消![37]（土曜24:30）

北陸放送
- 10月6日 - ナイターオフ限定!夜は本多町パラダイス（ - 2009年3月21日、平日21:00）再開

ABCラジオ
- 10月1日 - 歌謡大全集（-2009年3月30日）再開
- 10月4日 - コミケ先生のファンタジー・クック!（DJ:小川恵理子）
- 10月5日再開
  - どんなんかな?阪大工学部
  - ダマ奈津子の元気ときめきカンパニー

MBSラジオ
- 10月4日 - 茶屋町そろばん学校開校です!（DJ:大月勇、西村麻子）
- 10月4日再開
  - INO-KONボンバイエ（DJ:近藤亨、井上雅雄）
  - マクロスF ○×△
- 10月5日
  - MBSみんなのフォーク（DJ:古川圭子、日曜6:30）
  - 小泉ニロの「みんなの北海道」(日曜7:30)
  - 茶屋町MBS劇場
  - 増田明美の走れ!ロングライフ
- 10月5日再開
  - 特集1179（DJ:大八木友之、古川圭子）
  - サンデースペシャル

fm osaka
- 10月1日 - GIRL'S DROP派（水曜27:00）
- 10月3日
  - テイ子・正太のピカキン!（金曜7:30）
  - MINATOMACHI SOUND MARKET 〜湊町音楽市場〜 （金曜26:30）
- 10月4日
  - Kei's Weekend Tee Shot!（土曜日6:20）
  - 関西音楽口コミュニティ ジェッターレ（土曜24:00）
- 10月5日 - ウインズの気分上々（日曜8:00）
- 10月6日
  - happiness!!（平日11:30）
  - ONE☆DRAFTのドラフト会議（月曜 21:00）

RKBラジオ
- 10月4日 - 島田誠の純情アンモナイト（土曜18:00 P:島田誠、山口玲香）

KBCラジオ
- 10月1日 - キジ☆ムナのチムドンドン!(水曜24:00)
- 10月4日
  - ぐるっと北九州〜なないろの音風景〜（土曜17:45）
  - サタデーミュージックカウントダウン(土曜18:00、DJ:太田祐輔、馬場阿紀子)
  - やぎ丸デラックス（土曜 21:00、DJ:八木徹）
- 10月5日 - サンデーおすぎ（日曜12:00）

FM福岡
- 10月1日
  - ドラゴン池見の18KIN-G RADIO（水曜 21:30）
  - MUSIC-F（平日23:55）
  - 天神女子高3年A組（平日22:55）
- 10月2日 - MUSIC CITY TENJIN （木曜 21:30）
- 10月3日
  - GrindHouse fm（金曜 26:00）
  - U-DOU & PLATYのLINK UP!（金曜 21:00）
- 10月4日
  - 平山ヨシツグのOh!What a Night!〜オーワラナイト!〜（土曜 19:30）
  - ルミカ フィッシング レディオ（土曜 8:30）
  - Re Folk（土曜 20:30）
  - M'S BAR 〜音楽を愉しむ大人達〜（土曜 21:00）
  - Billboard Japan Hot 100 "Pick Up"（土曜 21:30）
- 10月5日 - Moving Monthly Style （日曜 18:30）

CROSS FM
- 10月1日
  - morning gate（平日7:00）
  - green life（平日10:00）
  - somewhere something（平日13:00）
  - Tenjin collection（平日17:00）
  - TOGGY'S T.T.（平日 18:00）
  - new discovery（月曜-水曜 21:00、金曜-日曜 21:00）
- 10月3日
  - Relax & Renew（金曜 10:00）
  - T.T. PREMIUM（金曜 15:00、DJ:TOGGY）
- 10月4日
  - weekend buzz（土曜7:00）
  - Tenjin special（土曜 12:00）
  - weekend jazz（土曜11:30、日曜 11:30）
  - music history（土曜16:00、日曜 16:00）
  - AIR CRUISIN'（土曜 20:00）
  - PE'Z FULLCAST JUNGLE'（土曜 23:00）
  - SUPER RADIO SPEAKER（土曜 24:00）
- 10月5日
  - green drive（日曜 7:00）
  - JK super radio show（日曜 12:00）
  - RADIO KICKS!（日曜 23:00）

南日本放送
- 10月4日 - 稲垣潤一 〜All That Songs（土曜日19:00）開始
- 10月5日 - 日本史 タロー（日曜17:30、DJ:渡辺克己）開始
- 10月5日再開 - We are こっつぶぅ〜ず（DJ:古山かおり、日曜日20:30）

#### 2008年11月放送開始
STVラジオ
- 11月2日 - サンデースクランブル（ - 2009年3月29日、日曜17:40、DJ:岡本博憲）

AIR-G
- 11月1日 - 2009年2月28日
  - HOME TOWN MUSIC（土曜25:00、DJ:半﨑美子[41]、雄飛[42]）
  - Music on the GLOBE（土曜25:30。DJ:高山秀毅）
- 11月2日 - OH!SAPPORO☆（日曜17:54。DJ:辻田沙織）
- 11月4日 - 大学・高校探検 S55（金曜10:30。DJ:有本純〔関西国際大学〕、千葉ひろみ）
- 11月4日 - 12月30日
  - さっぽろアートステージ2008（DJ:屋木志都子）[43]
  - Happy Time! Happy BLEU!（月 - 木曜16:45、金曜16:30<Spicy Friday内>、DJ:花園ゆき）

文化放送
- 11月7日 - パックンマックンの就職戦士ブンナビ!（ - 2009年3月27日、金曜21:00、DJ:パックンマックン）
- 11月11日 - 浜松町一丁目 文化食堂（ - 2009年3月24日、火曜21:00。DJ:彦摩呂、遠藤里沙）
- 11月12日 - 歌舞伎座の快人!（水曜21:00）
- 11月13日 - ロンドンブーツ1号2号 田村淳のNewsCLUB（木曜21:00、DJ:田村淳、永野景子）
- 11月15日 - サンプラザ中野くんのDO NIGHT!?（ - 2009年4月4日、土曜18:00、DJ:サンプラザ中野くん、吉田涙子）

J-WAVE
- 11月7日 - BRAVO! BRAVO!（ - 2009年3月27日、金曜22:00、DJ:八雲ふみね、落合隼亮）

アール・エフ・ラジオ日本
- 11月5日 - ℃-ute キューティー☆パラダイス（ - 2009年4月2日、水曜日24:00。DJ:梅田えりか、鈴木愛理）

CBCラジオ
- 11月1日 - ハイパーナイトメア（ - 2009年3月28日、土曜22:00）

ABCラジオ
- 11月15日 - 2009年3月29日
  - 東京ダイナマイトのモアトーク 〜聴いてチョベリ場〜（土曜19:30）
  - ラジオドラマ「まほろばの青い花」

#### 2008年12月放送開始
AIR-G
- 12月6日 - 蝦夷Groove（土曜19:00、DJ:寺田英夫）

エフエム・ノースウェーブ
- 12月7日 - ROYCE' SWEET BITTER MUSIC（DJ:渡辺克己）ネット開始

### 2008年3月放送終了
CBCラジオ
- 30日 - 0時半です松坂屋ですカトレヤミュージックです